# Бустос, Марко
Марко Антонио Бустос (англ. Marco Antonio Bustos; род. 22 апреля 1996, Виннипег, Манитоба, Канада) — канадский футболист, полузащитник клуба «Вернаму». Выступал за сборную Канады.
Отец Марко — чилиец, а мать — из Италии.

## Клубная карьера
Бустос — воспитанник клуба «Ванкувер Уайткэпс». 15 сентября 2014 года клуб подписал с ним контракт по правилу доморощенного игрока, вступающий в силу с января 2015 года. 14 октября 2015 года в матче против «Далласа» он дебютировал в MLS, заменив во втором тайме Дейби Флореса. В том же году Марко помог команде выиграть Первенство Канады. 10 января 2018 года «Ванкувер Уайткэпс» подписал с Бустосом новый 18-месячный контракт с опцией продления ещё на 2,5 года и отдал его клубу Ассенсо МХ «Сакапетек» в аренду на 18 месяцев с опцией выкупа. 15 августа 2018 года Бустос и «Ванкувер Уайткэпс» расторгли его контракт по обоюдному согласию.
15 августа 2018 года Бустос подписал контракт с клубом USL «ОКС Энерджи». За «Энерджи» он дебютировал 18 августа в матче против «Рио-Гранде Валли Торос», заменив во втором тайме Кристиана Волески. 25 августа в матче против «Сиэтл Саундерс 2» он забил свой первый гол за «Энерджи». 7 мая 2019 года контракт Бустоса с «ОКС Энерджи» был расторгнут по взаимному согласию сторон.
7 мая 2019 года Бустос присоединился к клубу Канадской премьер-лиги «Валор», подписав многолетний контракт. За «Валор» он дебютировал 11 мая в матче против «Галифакс Уондерерс». 15 июня в матче против «Форджа» он забил свой первый гол за «Валор».
30 января 2020 года Бустос подписал контракт с клубом «Пасифик» на сезон 2020. Свой дебют за «Пасифик», 15 августа в матче стартового тура сезона 2020 против «Галифакс Уондерерс», он отметил голом. 15 сентября в заключительном матче «Пасифика» в сезоне 2020, против «Галифакс Уондерерс», он забил два гола и отдал две голевые передачи. 10 декабря Бустос перезаключил контракт с «Пасификом» на сезон 2021. 14 февраля 2022 года Бустос перезаключил контракт с «Пасификом» на сезон 2022. После окончания сезона 2022 Бустос проходил просмотр в клубе MLS «Торонто». 4 января 2023 года «Пасифик» объявил об уходе Бустоса из клуба в связи с истечением срока действия его контракта.
14 января 2023 года Бустос подписал двухлетний контракт с клубом чемпионата Швеции «Вернаму». В Аллсвенскане он дебютировал 2 апреля в матче стартового тура сезона 2023 против «Гётеборга». 29 апреля в матче против «Хеккена» он забил свой первый гол за «Вернаму».

## Международная карьера
В 2013 году Бустос в составе юношеской сборной Канады принял участие в юношеском чемпионате КОНКАКАФ в Панаме. На турнире он сыграл в матчах против команд Ямайки, Панамы, Гондураса, Тринидад и Тобаго и Коста-Рики. В поединке против панамцев Марко забил гол.
В том же году Бустос принял участие в юношеском чемпионате мира в ОАЭ. На турнире он сыграл в матчах против команд Австрии, Ирана и Аргентины.
В 2015 году Бустос был включён в заявку молодёжной сборной Канады на участие в молодёжном чемпионате КОНКАКАФ на Ямайке. На турнире он сыграл в матчах против молодёжных команд Кубы, Мексики, Гондураса, Сальвадора и Гаити. В поединке против гондурасцев Марко забил гол.
14 октября 2015 года в товарищеском матче против сборной Ганы Бустос дебютировал за сборную Канады, заменив во втором тайме Чарли Траффорда.

## Достижение
Командные
 «Ванкувер Уайткэпс»
- Победитель Первенства Канады: 2015

 «Пасифик»
- Чемпион Канадской премьер-лиги: 2021